# Fylleryds naturreservat
Fylleryd eller Fyllerydsområdet är ett naturreservat  i Gårdsby och Växjö socknar i Växjö kommun i Småland (Kronobergs län). Det innefattar de sydvästra delarna av Toftasjön.

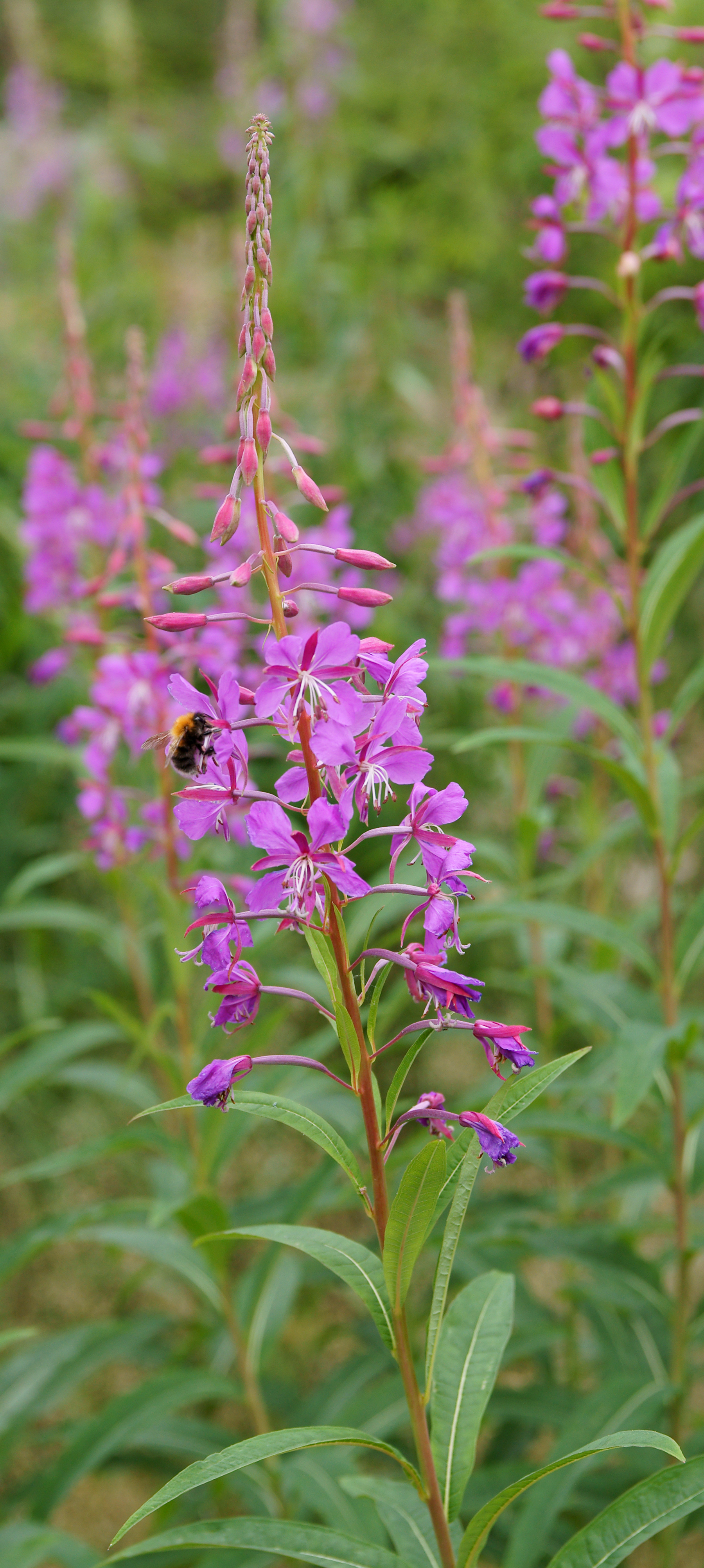
Rallarros som även kallas Mjölke och Mjölkört blommar rikligt i reservatet.

Reservatet är skyddat sedan 1998 och är 522 hektar stort. Det är beläget stadsnära öster om Växjö.
Området är klätt av skog och kuperat. Stora delar består av gles tallskog med blåbärsris. Några mindre våtmarker förekommer. Det har länge varit ett omtyckt rekreationsområde.